# Попильски, Гиль
Гиль Попильски (род. 6 октября 1993, Реховот, Центральный округ) — израильский шахматист, гроссмейстер (2013). Живёт в городе Ришон-ле-Цион. Многократный чемпион Израиля среди юношей, в различных возрастных категориях. В возрасте 9 лет (2003 г.) уверенно выиграл турнир 1/8 финала чемпионата страны среди взрослых (9 очков из 10).
В 2009 на юношеском чемпионате в возрастной группе до 16 получил золотую медаль; в 2007 — бронзовую в возрастной группе до 14.
Чемпион Израиля среди юниоров до 20 лет (2011).
В 2013 году участвовал в командном чемпионате Европы по шахматам на второй доске в Варшаве (+2 =3 −3).

## Таблица результатов
| Год  | Город           | Турнир            | + | − | = | Результат | Место  |
| ---- | --------------- | ----------------- | - | - | - | --------- | ------ |
|      |                 |                   |   |   |   | из        |        |
| 2012 | Пловдив         | Чемпионат Европы  | 4 | 3 | 4 | 6 из 11   | 95—154 |
|      | Кирьят-Оно      |                   | 4 | 0 | 1 | 4½ из 5   |        |
|      | Dieren          | Опен              | 5 | 2 | 2 | 6 из 9    |        |
|      | Флиссинген      |                   | 6 | 0 | 2 | 7 из 8    |        |
|      | Санкт-Петербург | Мемориал Чигорина | 5 | 2 | 2 | 6 из 9    |        |
|      |                 |                   |   |   |   | из        |        |

## Изменения рейтинга
| Графики недоступны из-за технических проблем. См. информацию на Фабрикаторе и на mediawiki.org. |